# Резолюция 216 на Съвета за сигурност на ООН
Резолюция 216 на Съвета за сигурност на ООН е приета на 12 ноември 1965 г. по повод положението в Южна Родезия след обявената ден по-рано от непризнатото ѝ правителство едностранна декларация за независимост на колонията от Обединеното кралство Великобритания и Северна Ирландия.
Резолюция 216 съдържа два кратки параграфа. Първият осъжда едностранната декларация за независимост, обявена от „расисткото малцинство“ в Южна Родезия. Вторият параграф на резолюцията призовава всички държави да откажат признаване на „незаконния расистки режим на малцинството“ в Южна Родезия и да се въздържат от оказване на каквато и да е подкрепа на този режим.
Резолюция 216 е приета с мнозинство от десет гласа за при един въздържал се от страна на Франция.